# De Drie Caballeros
De Drie Caballeros (originele titel The Three Caballeros) is een Amerikaanse animatiefilm van de Walt Disney Studios. De film ging in 1944 in première. Het was de zevende lange animatiefilm van Walt Disney Studios. De film werd gedistribueerd door RKO Pictures.
The Three Caballeros was, net als Saludos Amigos van het jaar ervoor, onderdeel van de Good Neighbor policy. Dit project was bedoeld om Disney ook wat meer bekendheid te geven in Latijns-Amerika; vanwege het uitbreken van de Tweede Wereldoorlog was Europa namelijk voor Disney tijdelijk geen goede afzetmarkt meer. Het was ook een van de zes package films die tijdens en kort na de Tweede Wereldoorlog door Disney werden gemaakt. Vanwege personeelstekort waren deze films opgebouwd uit enkele kortere tekenfilms, zonder vaste verhaallijn.
De film combineert liveactionbeelden met animatie. Tevens maakte een nieuw bekend Disney-personage hier zijn debuut, de "Mexicaanse haan" Panchito Pistoles. 

## Verhaal
Donald Duck heeft vooral de hoofdrol in de film. In de loop van de film wordt hij bijgestaan door zijn oude vriend Joe Carioca, de sigaarrokende papegaai uit Saludos Amigos (1942) die symbool staat voor Brazilië, en Panchito Pistoles, die symbool staat voor Mexico.
Diverse sterren uit Latijns-Amerika uit die periode spelen mee in de film, onder wie de zangeressen Aurora Miranda (zus van Carmen Miranda) en Dora Luz, en danseres Carmen Molina.
Het geheel van de verschillende op zichzelf staande verhaaltjes wordt hier samengebundeld door Donald, die cadeaus openmaakt die hij krijgt van zijn Zuid-Amerikaanse vrienden. De losse verhaaltjes zijn:

### The Cold-Blooded Penguin(De koudbloedige pinguïn)
Een pinguïn genaamd Pablo is de temperatuur op de zuidpool zo zat dat hij besluit weg te gaan, op zoek naar een warmer klimaat.

### The Flying Gauchito(De vliegende Gauchito)
Een kleine jongen uit Mendoza in Argentinië en zijn gevleugelde ezel beleven allerlei avonturen.

### Baia
Donald en Joe maken een reis door de Braziliaanse staat Baia, en nemen deel aan een Sambadans.

### Las Posadas
Een groep Mexicaanse kinderen viert Kerstmis door het naspelen van de reis van Jozef en Maria in hun zoektocht naar een slaapplaats bij een herberg. Nergens is plaats, totdat ze onderdak krijgen in een stal. Dit luidt het begin in van de festiviteiten, waaronder het openbreken van de piñata.

### Mexico: Pátzcuaro, Veracruz and Acapulco
Panchito geeft Donald en Joe een rondleiding door zijn thuisland Mexico en laat hen kennismaken met enkele Mexicaanse dansen.

### You Belong to My Heart
Donald wordt verliefd op een Mexicaanse vrouw.

### Donald's Surreal Reverie
Na eindelijk te zijn gezoend door enkele vrouwen, belandt Donald in een surrealistische droomwereld.

## Rolverdeling
| Acteur                | Personage                           |
| --------------------- | ----------------------------------- |
| Clarence Nash         | Donald Duck                         |
| José Oliviera         | José/Joe Carioca                    |
| Joaquin Garay         | Panchito Pistoles                   |
| Aurora Miranda        | Yayá                                |
| Carmen Molina         | zichzelf                            |
| Dora Luz              | zichzelf                            |
| Sterling Holloway     | verteller (De Koudbloedige pinguïn) |
| Frank Graham          | verteller                           |
| Fred Shields          | verteller                           |
| Nestor Amarale        | zichzelf                            |
| Trío Calaveras        |                                     |
| Trío Ascencio del Río |                                     |
| Pinto Colvig          | Aracuan Bird                        |

Clarence Nash doet ook de stem van Donald Duck in de Spaanstalige versie van de film.

## Nederlandse stemmen
| Acteur                 | Personage                           |
| ---------------------- | ----------------------------------- |
| Anita Heilker          | Donald Duck                         |
| Alfonso de Montealegre | José/Joe Carioca                    |
| Olaf Wijnants          | Panchito Pistoles                   |
| Bram Bart              | Verteller (De koudbloedige pinguïn) |
| Hein Boele             | Verteller                           |
| Donald de Marcas       | Verteller                           |

## Achtergrond

### Invloed
Het lied You Belong to My Heart was ook te horen in een andere korte tekenfilm van Disney, Pluto's Blue Note (1947). Later werd het lied nog een keer opgenomen door Bing Crosby. Het lied Baia en de titelsong werden populaire melodieën in de jaren 40.
Enkele scènes uit de film werden verwerkt in het "Welcome in Rio"-stuk van de videoclip van Mickey Mouse Disco.

### Wereldwijde premières
De film ging in Mexico-Stad in première op 22 december 1944. In de Verenigde Staten was dit op 3 februari 1945.
- Mexico: 22 december 1944
- Spanje: 17 februari 1947
- Zweden: 28 maart 1947
- Frankrijk: 21 april 1948
- Nederland: 7 oktober 1948
- Italië: 14 juli 1949
- Finland: 18 mei 1951
- West-Duitsland: 14 december 1954
- Japan: 10 maart 1959

### Titels in verschillende talen
- Chinees: 三骑士 sān qí shì ("Drie ruiters")
- Engels: The Three Caballeros
- Fins: 3 Caballeroa
- Frans: Les Trois Caballeros
- Duits: Die Drei Caballeros (ook Donald Erobert Mexico)
- Italiaans: I Tre Caballeros
- Maltees: It-Tliet Kaballeros
- Portugees: in Brazilië: Você já foi à Bahia? ("Ben je ooit in Bahia geweest") (ook "Os Três Caballeros"), in Portugal: A Caixinha das Surpresas ("De kleine doos met verrassingen")
- Russisch: Три кабальеро
- Servisch: Три кабаљероса
- Spaans: Los Tres Caballeros
- Zweeds: Tre caballeros (ook Kalle Anka i Sydamerika)

## Prijzen en nominaties
De Drie Caballeros werd in 1946 genomineerd voor twee Academy Awards:
- Beste muziek
- Beste geluid